# سد الكبير
سد الكبير هو سد في تونس. يقع في مدخل سهول الشمال الغربي للبلاد، وتبلغ مساحة حوضه 85.200 كيلومترا مربعا. أما معدل المساهمة السنوي فيبلغ حوالي 24,697 مليمتر مكعب.

## المصدر
- السدود التونسية نسخة محفوظة 28 سبتمبر 2007 على موقع واي باك مشين.